# Werbewirkungsmessung
Die Werbewirkungsmessung ist ein Teilgebiet der Marktforschung und beschäftigt sich grundsätzlich mit Werbung und deren Wirkung auf die Konsumenten. Voraussetzung ist eine Konfrontation einer Person mit dem zu untersuchenden Werbemittel. Dabei befasst sich die Werbewirkungsforschung mit jeglicher Art von Reaktionen, mit der die von der Werbung „berührten“ Personen auf Reize der Werbemittel in ihrem inneren oder äußeren Verhalten antworten. Ziel dieser Forschungsausrichtung ist es, diese monokausalen Beziehungen zwischen Input und der darauf folgenden Reaktion zu analysieren.
David Ogilvy hat bereits 1979 in Berlin gesagt: „Most of the advertising is shamefully ineffective“. Diese Aussage muss zwar relativiert werden, jedoch ist es angeblich so, dass sich rund 50 % des Werbebudgets ohne jegliche Wirkung in Luft auflöst. Um diesen Prozentsatz zu reduzieren, setzt die Werbewirkungsforschung sowohl verbale Methoden als auch apparative Verfahren ein. Durch den Einsatz von Wirkungsmessungverfahren können etwaige Mängel einer Kampagne aufgedeckt, Alternativstrategien bewertet und auch der Zielerreichungsgrad festgestellt werden. All diese Vorteile führen wiederum zu Kosteneinsparungen.:363
Die Wirkung von Werbemitteln kann entweder vor oder nach dem Einsatz auf dem Markt gemessen werden. Man unterscheidet daher Pretest und Posttest von Werbemaßnahmen. Beim Pretest wird die Wirkung im Vorhinein prognostiziert und liefert Anhaltspunkte für die Entscheidung, welche Alternativentwürfe von Werbemitteln auszuwählen sind. Der Posttest zeigt den Erfolg der Werbemaßnahme. Nach der Testsituation unterscheidet man zwischen Labor- und Felduntersuchungen. In einem Labor werden Testsituationen künstlich geschaffen. Der Nachteil dieser Labortests ist, dass die Versuchspersonen häufig anders reagieren als sie es in der Realität tun würden. Der Vorteil besteht in der Möglichkeit etwaige Störfaktoren wie Temperatur, Lautstärke usw. auszuschalten bzw. zu kontrollieren. In der Regel werden Pretests meist im Labor durchgeführt, Felduntersuchungen erst nach dem Einsatz der Werbemittel auf dem Markt (Posttests).

## Phasen und Konstrukte der Werbewirkung
- Wahrnehmung
- Aktivierung
- Lernen und Gedächtnis
- Image und Einstellungen
- Präferenz und Kaufabsicht
- Kaufverhalten
- Kauf

## Einflussfaktoren
- Involvement
- Werbegefallen
- Gestaltung und Platzierung

## Wahrnehmungsmessung
(Quelle::364ff)

### Compagnon-Verfahren
Bei diesem Verfahren wird das Leseverhalten und Betrachten von Anzeigen in Zeitschriften, Zeitungen und Magazinen von regelmäßigen Lesern getarnt- mittels versteckter Kamera- beobachtet. Man bekommt dadurch Aufschluss, wie lange eine Anzeige betrachtet wurde oder ob sie einfach überblättert wurde.

### Blickaufzeichnung
Beim Betrachten eines Bildes kommt es im Auge zu sogenannten Fixationen, während dieser das Auge auf einem Bildelement verweilt. Von diesen Fixationen hängt es ab, wie gut ein Bildelement erinnert wird. Mittels verschiedener Messverfahren, wie beispielsweise einer Augenkamera oder AttentionTracking, ist eine Blickbewegungsregistrierung möglich.

### Aktivierungsmessung
Je stärker die durch die Werbung ausgelöste Aktivierung ist, umso größer ist die Bereitschaft zur Aufnahme und Verarbeitung einer Werbebotschaft. Ein Indikator der Aktivierung ist der Hautwiderstand. Dieser verändert sich, als Reaktion der peripheren Nervensysteme, mit der Stärke der Aktivierung. Zur Messung wird über zwei Elektroden an den Fingern der Auskunftsperson ein sehr schwacher Strom durch die Haut geschickt und so die Veränderung des Hautwiderstandes gemessen.

### Glaubwürdigkeitsmessung
Befragung mittels Ratingskalen
Bei der mündlichen Befragung wird die Auskunftsperson aufgefordert, den Grad ihrer Empfindung anhand einer Ratingskala anzugeben.
Magnitudeskalierung
Die Auskunftpersonen können bei diesem non-verbalen Verfahren ihre Zustimmung mit Hilfe der Größe (Magnitude) eines objektiven Reizes ausdrücken, z. B. durch die mittels Drehregler bestimmte Helligkeit einer Lampe.
Programmanalysator
Hier erfolgt die Zustimmung oder Ablehnung für einen gezeigten Werbespot mittels Tastengerät (±-Taste).

### Messung der Gedächtnisleistung
Recall-Test (freie Wiedergabe)
Bei diesem Test wird die Auskunftsperson mit Werbung konfrontiert und im Anschluss aufgefordert, das Gesehene frei, ohne jede Gedächtnisstütze, wiederzugeben. Bsp.: Messung der Erinnerung von Zeitungsanzeigen.
Aided Recall-Test (gestützte Wiedergabe)
Hierbei wird untersucht, ob die Schwerpunkte der Werbebotschaft in Erinnerung geblieben sind. Die Auskunftsperson erhält zur Stütze die Vorgabe von Produktkategorien, Markennamen, oder Kärtchen.
Recognition-Test (Wiedererkennen)
Bei diesem Verfahren werden den Testpersonen Werbemittel mit der Frage vorgelegt, ob sie diese wiedererkennen bzw. sich daran erinnern. Der Starch-Test ist ein bekannter Recognition-Test.

### Einstellungsmessung
Eindimensionale Einstellungsmessung
Dies ist die einfachste Art, Einstellungen zu messen. Zu diesen Verfahren zählen Rating- oder Magnitudeskalen.
Mehrdimensionale Einstellungsmessung
Ein wichtiger Ansatz zur mehrdimensionalen Einstellungsmessung stammt von Rosenberg und Fishbein, der besagt, dass die Gesamteinstellung aus einer Reihe von Produkteigenschaften besteht, die jeweils gewichtet werden. Gewichtung und Eigenschaftsbewertung werden meist anhand von Ratingskalen übernommen.
Messung des erlebten Risikos
Die Messung erfolgt hierbei anhand eines mehrdimensionalen Ansatzes. Für einzelne Risikodimensionen wird anhand von Ratingskalen jeweils überprüft, wie unangenehm diese Folge ist, als wie unsicher das Eintreten dieser Folge wahrgenommen wird.

### Imagemessung
Explorative Verfahren
Dieses Verfahren ist vor allem zu Beginn einer Imageanalyse von Bedeutung. Es handelt sich um ein ganz normales Gespräch, welches jedoch vom Interviewer ständig behutsam gelenkt wird.
Semantisches Differential bzw. Polaritätenprofil
Darunter versteht man einen Satz von Ratingskalen, an deren Polen jeweils gegensätzliche Eigenschaften stehen (z. B. fröhlich-traurig, kalt-warm). Die Auskunftsperson muss bei jeder Ratingskala angeben, in welchem Ausmaß eine Eigenschaft auf das Produkt zutrifft.
Projektive Verfahren
Bei Fragen nach Gefühlen, Wünschen und persönlichen, intimen Angelegenheiten kann es vorkommen, dass Auskunftspersonen aus Scham nicht wahrheitsgetreu antworten. Um diese Gefahr zu umgehen, wird die antwortende Person veranlasst sich in eine andere Person hineinzuprojizieren.
Zwei solcher Verfahren sind der Thematische Apperzeptionstest (TAT), wo typische Lebenssituationen in Bildern dargestellt werden oder der Picture-Frustration-Test (PFT) wo Bilder und Skizzen gezeigt werden, in denen Personen etwas Unerwünschtes erleben und die Auskunftspersonen sich nun in diese Personen hineinversetzen und die leere Sprechblase ausfüllen sollen.:386
Zuordnungstest
Hier müssen Bildvorlagen bestimmter Personentypen als mutmaßliche Verwender verschiedenen Marken zugeordnet werden, was Rückschlüsse auf das psychologische Umfeld und damit auf das Image dieser Marken zulässt.:386
Nonverbale Imagemessung
Bei der nonverbalen Imagemessung werden visuelle oder manchmal auch akustische Reize zur Messung von Images eingesetzt. Die Auskunftspersonen werden aufgefordert, z. B. bestimmten Markenwaren Bilder oder Musiksequenzen zuzuordnen. Das Handelsmarketing setzt das Messverfahren der nonverbalen Imageanalyse mit Hilfe von Foto-Vorlagen (des Referenzbetriebs, seiner Mitbewerber und anderer, auch öffentlicher Einrichtung) ein, um vergleichend den Grad der Bekanntheit (Wiedererkennung), Anmutungen und Bewertungen eines Handelsbetriebs im Urteil der Probanden zu ermitteln.

### Messung der Kaufabsicht
Kaufabsichten werden für bestimmte Gebrauchsgüter im Rahmen von Verbraucheranalysen regelmäßig erhoben. Dabei verwendet man meist Flächenskalen, anhand derer die Intensität der Kaufabsicht durch die Größe des „Würde ich kaufen“-Kästchens ausgedrückt wird.